# Hitman (cómic)
Hitman (español: Sicario) es el nombre de tres personajes ficticios que aparecen en los cómics estadounidenses publicados por Marvel Comics.

## Historial de publicaciones
Burt Kenyon apareció por primera vez en The Spectacular Spider-Man #4 (marzo de 1977) y fue creado por Archie Goodwin y Sal Buscema.El personaje aparece posteriormente en The Amazing Spider-Man #174-175 (noviembre-diciembre de 1977), en el que muere. El personaje aparece póstumamente en la novela gráfica Punisher: Return to Big Nothing (1989).
Jimmy Pierce apareció por primera vez en The Punisher vol. 2 #86 para servir como Punisher de la familia criminal Cullen. Fue creado por Steven Grant y Hugh Haynes.

## Biografía ficticia

### Burt Kenyon
Burt Kenyon fue un veterano Vietnamita que servía en la misma compañía que Frank Castle, quien más tarde se convertiría en el Castigador. Kenyon salvó la vida de Castle matando a varios soldados enemigos y arrastrando a Castle a un lugar seguro después de que fue herido en una emboscada. Castle quería saber cómo podía pagarle a Kenyon, a lo que Kenyon respondió que Castle debería recordar que le debía una vida.
Como Hitman, Kenyon era un asesino mercenario disfrazado. El fue contratado por Maggia como su versión de Punisher. El Buitre había rechazado la oferta de Maggia antes de contratar a Hitman, por lo que Hitman fue enviado a humillar al Buitre matando a Spider-Man antes de que el Buitre pudiera hacerlo. Los dos villanos pelearon por Spider-Man, lo que le permitió a Spider-Man la oportunidad de escapar. Hitman había colocado rastreadores tanto en Vulture como en Spider-Man, y continuó acosándolos y atacándolos a ambos. Mientras Spider-Man fingía debilidad, Hitman obligó a Vulture a atacar a Spider-Man, pero Spider-Man se giró para que Hitman disparara el paquete de energía de Vulture en lugar de Spider-Man. Hitman huyó y Spider-Man le dio el rastreador a Punisher para darle la oportunidad de localizar a Hitman.
Hitman fue contratado por un grupo terrorista llamado Frente de Liberación Popular (PLF) para secuestrar y matar a J. Jonah Jameson por editoriales escritas sobre el grupo. Mientras buscaba a Hitman, Punisher se encontró luchando contra el PLF. Cuando Hitman se enfrentó a Jameson en su oficina, atrajo la atención de Punisher y Spider-Man. Hitman escapó al techo con Jameson mientras luchaba contra Spider-Man, pero Spider-Man lo siguió. Hitman logró escapar en su mini-helicóptero a pesar de los esfuerzos de Punisher por dispararle a Hitman. Uno de los rastreadores de Spider-Man les permitió rastrear al Hitman hasta la Estatua de la Libertad, donde el PLF planeaba volar la estatua con Jameson adentro. Punisher y Spider-Man llegaron para detener al PLF y se enfrentaron a Hitman. Spider-Man logró alejar a Jameson de Hitman, y Punisher le disparó a Hitman, quien cayó de la estatua pero logró agarrar parte de la corona de la Estatua de la Libertad y aguantar. Spider-Man también estaba colgado de otra parte de la estatua, pero estaba herido, debilitándose y también sujetando a Jameson con el otro brazo. Castle se debatió momentáneamente entre ayudar a Spider-Man o a Kenyon, especialmente cuando Kenyon le recordó a Castle que le debía una vida. Castle decidió ayudar a Spider-Man y le dijo a Kenyon que esperara hasta que pudiera llegar allí. Kenyon se negó, diciendo que nunca duraría y que Castle ya había tomado su decisión. Luego dijo que si bien Castle le debía una vida, nunca dijo que tenía que ser su vida (la de Kenyon), y que al salvar a Spider-Man, ahora estaban empatados. Kenyon luego lo soltó y cayó en picado hasta la muerte.
Durante la historia de Dead No More: The Clone Conspiracy, Hitman fue clonado por Miles Warren y su compañía New U Technologies.Hitman sobrevive al trastorno degenerativo que afecta a muchos de los otros clones y se convierte en un ejecutor de la condesa Karkov de Symkaria, quien despliega a Hitman para asesinar al Doctor Doom.

### Jimmy Pierce
Jimmy Pierce es el hijo de Jack Pierce y Midge Cullen. Su padre se resistió a los esfuerzos del "Viejo" Peach Cullen de incorporarlo a la familia criminal Cullen. Jack se fue para servir en el ejército.
Después de la guerra, Jack Pierce encontró una nueva mujer donde Peach Cullen y Midge lo mataron. Tras la muerte de su padre, Jimmy se mantuvo alejado de los Cullen. Sirvió en las Fuerzas Especiales y también fue campeón de boxeo de los Guantes de Oro.
Después de que se creyó que habían matado a Punisher, Peach Cullen intentó obligar a Jimmy a convertirse en el nuevo Punisher que obedece sus órdenes. Jimmy se resistió al principio hasta que Peach Cullen declaró que tiene a su madre como rehén. Jimmy terminó poniéndose el disfraz que incluía una máscara.
Peach Cullen envió a Jimmy a acabar con algunas operaciones rivales donde creía que si se corría la voz de que Punisher estaba trabajando para la familia criminal Cullen, serían dueños de Nueva York. Luego, Jimmy desbarató una operación de una casa de crack que Dean Swaybrick (también conocido como Yuppunisher) había dirigido a la misma operación. Esto frustró el truco publicitario de Dean.
Jimmy fue enviado a Laastekist, Pensilvania, para investigar los avistamientos de Punisher.Mientras estaba en Laastekist, Jimmy se disgustó cuando los otros miembros de la familia Cullen dispararon y aparentemente mataron a Payback y Lynn Michaels. Dean Swaybrick llegó y mató a los miembros de la familia Cullen presentes. Luego Dean puso el arma en la cabeza de Jimmy hasta que los compañeros agentes de Dean huyeron. Esta distracción le dio a Jimmy la oportunidad de robar el arma de Dean y dispararle. Jimmy quedó mortificado después de esto y se acercó al cuerpo de Dean. Mientras Jimmy se arrodillaba sobre el cadáver de Dean, Blackwell de Vigil le dispara en la espalda y lo deja por muerto.
Más tarde, Jimmy tendió una emboscada a Dave Cullen y Duke Cullen, donde los obligó a decirle dónde se escondía Peach Cullen. Luego fue al apartamento de su hermana Lori Pierce.La amiga de Lori de la escuela de medicina cosió la herida de Jimmy en la mano de Blackwell. Dave Cullen y Duke Cullen siguieron a Jimmy hasta el apartamento de Lori y lo atacaron. Jimmy derrotó a Dave Cullen y Duke Cullen. Cuando Jimmy se llevó a Dave con él, Duke quedó atado en el apartamento de Lori y Lori lo mató después de que Jimmy se fue.Jimmy se coló en el lugar de reunión de la familia criminal Cullen para rescatar a su madre. Sin embargo, Midge estrelló una cafetera en la cabeza de Jimmy y quedó a merced de la familia criminal Cullen.Cuando Jimmy se enteró del pasado de su padre, Lori se coló en el lugar de reunión de la familia criminal Cullen y lo sacó de donde los dos escaparon.Lori llevó a Jimmy al viejo cofre de su madre y les contó cómo la familia criminal Cullen mató a su padre. No pudo decidirse a buscar venganza de Peach Cullen y se fue. Mientras hacía autostop, Punisher recogió a Jimmy. La familia criminal Cullen logró localizar a Lori y capturarla.
Punisher y Jimmy fueron emboscados por algunos miembros de la familia criminal Cullen y pudieron escapar temporalmente de ellos. El resto de la familia criminal Cullen rastreó a Punisher y Jimmy hasta una parada de camiones abandonada donde Punisher los atacó. Jimmy pudo enfrentarse a Peach Cullen y Midge, donde los apuntó con una pistola y obligó a Peach a poner fin a su guerra. Lori no pudo dejar que se salieran con la suya y mató a Peach y Midge. Después de que ella gritó que Jimmy los había matado, lo cual fue escuchado por Punisher, Jimmy huyó hacia la noche. Después de que Punisher y Jimmy se separaron, la mitad femenina de la familia criminal Cullen llegó donde Peach Cullen, moribunda, les dijo que Lori era una verdadera Cullen, lo que llevó a Lori a tomar el nombre de Cullen y convertirse en la líder de las chicas Cullen.

### Criminal sin nombre
Roderick Kingsley luego vendió el equipo de Hitman a un criminal desconocido. Se ve a Hitman trabajando para Roderick Kingsley cuando se trata de Hobgoblin (que en realidad era el mayordomo de Roderick Kingsley, Claude) luchando contra la Nación Duende del Rey Duende. Después de que Hobgoblin fuera asesinado por el Rey Duende, Hitman estuvo entre los villanos que desertaron a la Nación Duende.
Después de la victoria de Spider-Man sobre el Rey Duende, Hitman fue visto con los otros antiguos secuaces de Hobgoblin en el Bar Sin Nombre, donde se encuentran con Electro.
Roderick Kingsley recuperó posteriormente los servicios de Hitman.

## Poderes y habilidades
Burt Kenyon era un tirador extraordinario con armas militares convencionales y era un buen combatiente cuerpo a cuerpo.
Jimmy Pierce usa una variedad de armas de fuego y usa una armadura de Kevlar. También tiene fuerza de máximo nivel, velocidad y agilidad.

## En otros medios

### Televisión
Jim Pierce aparece en el programa de Netflix Iron Fist, interpretado por Jay Hieron.En el episodio "Eight Diagram Dragon Palm", Pierce asiste a una pelea en jaula donde Colleen Wing, que lucha bajo el nombre de Hija del Dragón, se enfrenta a varios otros luchadores. Pierce es convocado para unirse a su compañero de combate Duke y enfrentarse a Wing. A pesar de sus mejores esfuerzos, ambos fueron derrotados por Wing, más pequeño y más rápido.

### Videojuegos
Hitman aparece como un jefe enemigo en el videojuego de 1990 The Punisher, pilotando un helicóptero.